# Terremoto de Latur de 1993
El terremoto de Latur de 1993 golpeó a India a las 03:55 hora local del 30 de septiembre de 1993. La principal área afectada fue el estado de Maharashtra en el oeste de la India. El terremoto afectó principalmente a los distritos de Latur y Osmanabad, incluida la cuadra Ausa de Latur y Omerga de Osmanabad. Cincuenta y dos aldeas fueron demolidas en el terremoto intraplate. Medía 6,2 en la escala de magnitud de momento, y 9.748 personas murieron, mientras que otras 30.000 resultaron heridas. El hipocentro del terremoto tenía aproximadamente 10 kilómetros de profundidad, relativamente poco profundo, lo que permite que las ondas de choque causen más daño.
Debido a que la ubicación no se encuentra en un límite de placa, hubo cierto debate sobre qué causó el terremoto. Una sugerencia es la existencia de fallas. El subcontinente indio se derrumba cuando empuja contra Asia y se libera la presión. Es posible que esta presión se libere a lo largo de las líneas de falla. Otro argumento es que la construcción del reservorio a lo largo del Terna fue responsable del aumento de la presión en las líneas de falla. Killari, donde se cree que fue el epicentro del terremoto, tenía un gran cráter, que permanece en su lugar hasta la fecha.

## Daños y víctimas
Varios donantes locales y extranjeros reaccionaron de inmediato ante la tragedia enviando equipos de socorro y trabajadores de rescate. Médicos y personal de Railway Hospital, Solapur y V.M. La Facultad de Medicina, Solapur estuvo entre los primeros en llegar al sitio y ayudó con el tratamiento de los heridos en las próximas semanas. El primer convoy de más de 120 camiones cargados con material de ayuda, tales como tiendas de campaña, frazadas, alimentos y ropa, suministros médicos y refugios temporales donados por donantes internacionales partió de Mumbai alrededor de las 10 a. m. del 2 de octubre de 1993. 42.º batallón de MIL, el Ejército de la India, La Fuerza de Policía de Reserva del Estado, la Fuerza de Policía de Reserva Central y otras agencias de aplicación de la ley aceleraron a su personal casi inmediatamente después del terremoto, asumiendo que habría un mayor número de víctimas.
Entre los primeros en responder se encontraban operadores de radio aficionados de Bombay y Hyderabad, que habían corrido a Omerga, una ciudad cerca de Latur desde donde se podía acceder por carretera a todas las áreas afectadas por el terremoto. La Asociación Inalámbrica JNA con sede en Mumbai emprendió una misión especial. Con los vehículos de tracción en las cuatro ruedas dados para este propósito por Mahindra, un grupo de ocho radioaficionados con base en Mumbai escoltaron el convoy de suministros desde Mumbai hasta Omerga. Más tarde, los operadores de radio se dividieron en cuatro grupos y visitaron decenas de aldeas devastadas, transmitiendo información vital, como un posible brote de enfermedades, suministro de alimentos y devastación, a una estación de control establecida en Omerga. Durante el viaje de 10 días y medio, estos radioaficionados ayudaron con éxito a los esfuerzos de mitigación de desastres emprendidos por el gobierno de la India y las agencias privadas de ayuda.